# Coyah (prefektura)
Coyah – prefektura w południowo-zachodniej części Gwinei, w regionie Kindia. Zajmuje powierzchnię 1275 km². W 1996 roku liczyła ok. 85 tys. mieszkańców. Siedzibą administracyjną prefektury jest miejscowość Coyah.